# Festival d'Angoulême 1976
La troisième édition du Salon international de la bande dessinée s'est tenu à Angoulême les 23, 24 et 25 janvier 1976. Pour la première fois, des prix sont remis à des albums, et non plus seulement à des auteurs. Le grand prix de la ville d'Angoulême est remis à Pellos, illustrateur actif depuis les années 1920 et dessinateur du classique Futuropolis (1937-1938).

## Affiche
- Jean Giraud dessine l'affiche du festival.

## Palmarès
Le jury est composé de Pierre Lebedel (Le Figaro), Pierre Veilletet (Sud-Ouest), Claude Villers (Radio France), Dominique Bréchoteau, Francis Groux, Jean Mardikian, François Pierre, Pierre Pascal, Thierry Lagarde.
- Grand prix : Pellos
- Prix du dessinateur français : André Chéret
- Prix du scénariste français : Pierre Christin
- Prix du dessinateur étranger : Richard Corben
- Prix du scénariste étranger : Raoul Cauvin
- Prix du espoir de la BD : Jean-Claude Gal
- Prix promotion de la BD : Pierre Couperie, Henri Filippini et Claude Moliterni, L'Encyclopédie de la B.D., Serg
- Prix de l'œuvre réaliste française : Christian Godard et Julio Ribera, Le Vagabond des Limbes t. 2 : L'Empire des soleils noirs, Hachette
- Prix de l'œuvre comique française : Gotlib, Gai Luron, t. 2 : Gai Luron en écrase méchamment, Audie, coll. « Fluide glacial »
- Prix de l'œuvre réaliste étrangère : Hugo Pratt, La Ballade de la mer salée,Casterman
- Prix de l'œuvre comique étrangère : Gordon Bess, La Tribu terrible, Lombard

## Déroulement du festival
- Débat très vif entre « anciens » (Pellos, Rob-Vel, Marijac) et « modernes » (Gotlib, Mandryka), notamment au sujet de la pornographie en bande dessinée. Marijac : « On a projeté des trucs de Crams, Crems ou Crusm. C'est à la fois immonde, laid, mal dessiné ! ». Jijé brouille les cartes en affichant un certain soutien à la jeune génération (« En un sens c'est très sain, je défends la grande pornographie. »), et Giraud calme tout le monde en affirmant qu'« Il faut avoir du respect pour la bédé, il faut apprendre à lire une bédé ; il faut au moins accorder le bénéfice du doute à un dessinateur : la beauté peut être cachée dans les endroits les plus inattendus, elle peut être cachée dans les chiottes, dans le bas, ou dans un truc complètement altéré du cœur ou du cerveau. ».